# Kazimierz Piotrowski (ur. 1940)
Kazimierz Piotrowski (ur. 2 lutego 1940 w Wolbromiu) – polski elektronik, specjalista sprzętu komputerowego, alpinista i grotołaz.

## Życiorys
Maturę uzyskał w I Liceum Ogólnokształcącym im. Stefana Żeromskiego w Jeleniej Górze w 1957. Studia na Wydziale Elektroniki Politechniki Wrocławskiej ukończył w 1964. Pracę dyplomową wykonał we wrocławskich zakładach ELWRO, gdzie rozpoczął pracę zawodową. W 1974 przeniósł się do Instytutu Komputerowych Systemów Automatyki i Pomiarów we Wrocławiu, a w 1984 do wrocławskiego oddziału Instytutu Łączności. Od 1988 pracował w prywatnych przedsiębiorstwach elektronicznych i komputerowych. Zajmuje się systemami automatyzacji i projektowaniem sprzętu komputerowego.

## Działalność górska i jaskiniowa

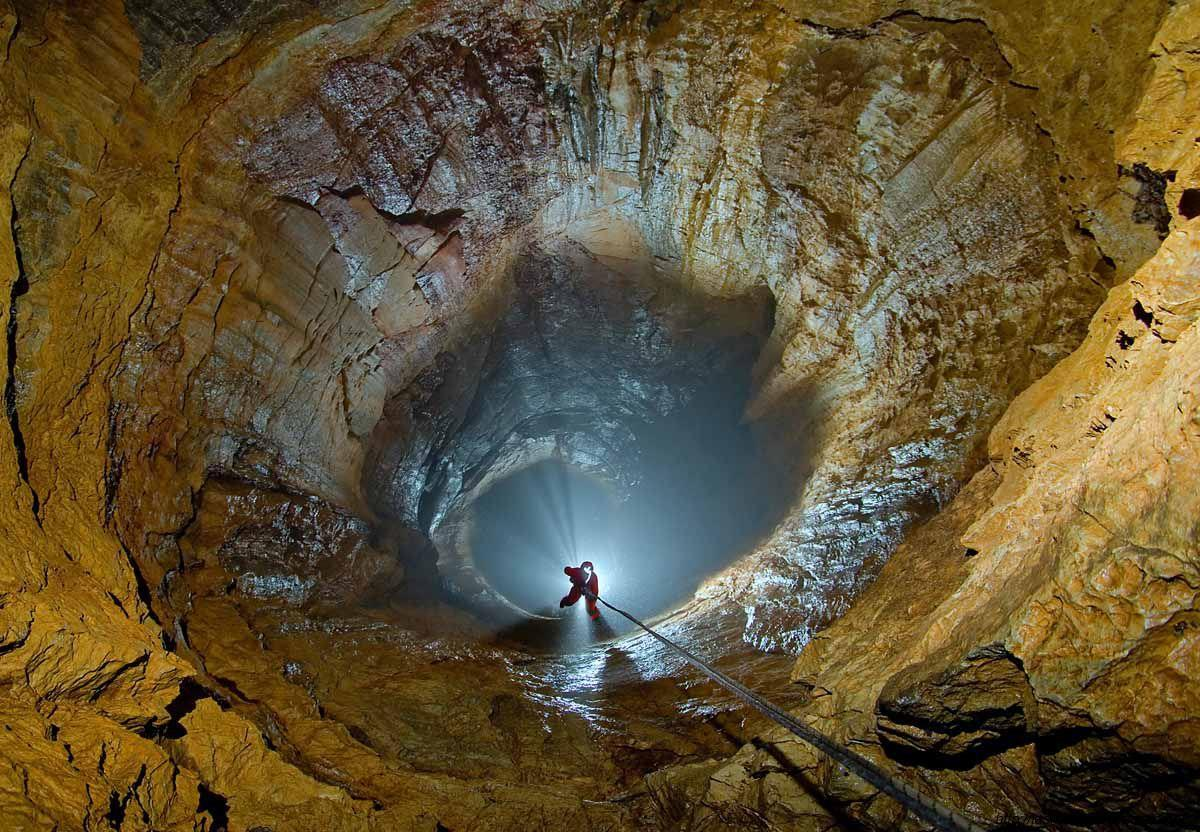
Wielka Studnia o głębokości 66 m w Jaskini Śnieżnej w Tatrach

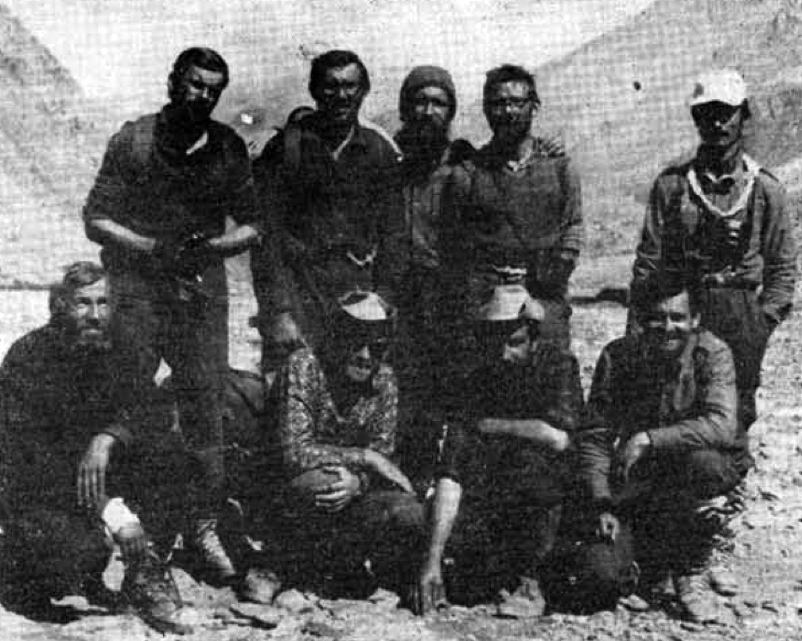
Grupa wrocławska w Hindukuszu, 1971. Od lewej: Antoni Sidorowicz, Tadeusz Barbacki, Stanisław Anioł, Janusz Fereński. Stoją: Mirosław Bogucki, Kazimierz Piotrowski, Jerzy Wojnarowicz, Kazimierz Głazek i Roman Bebak

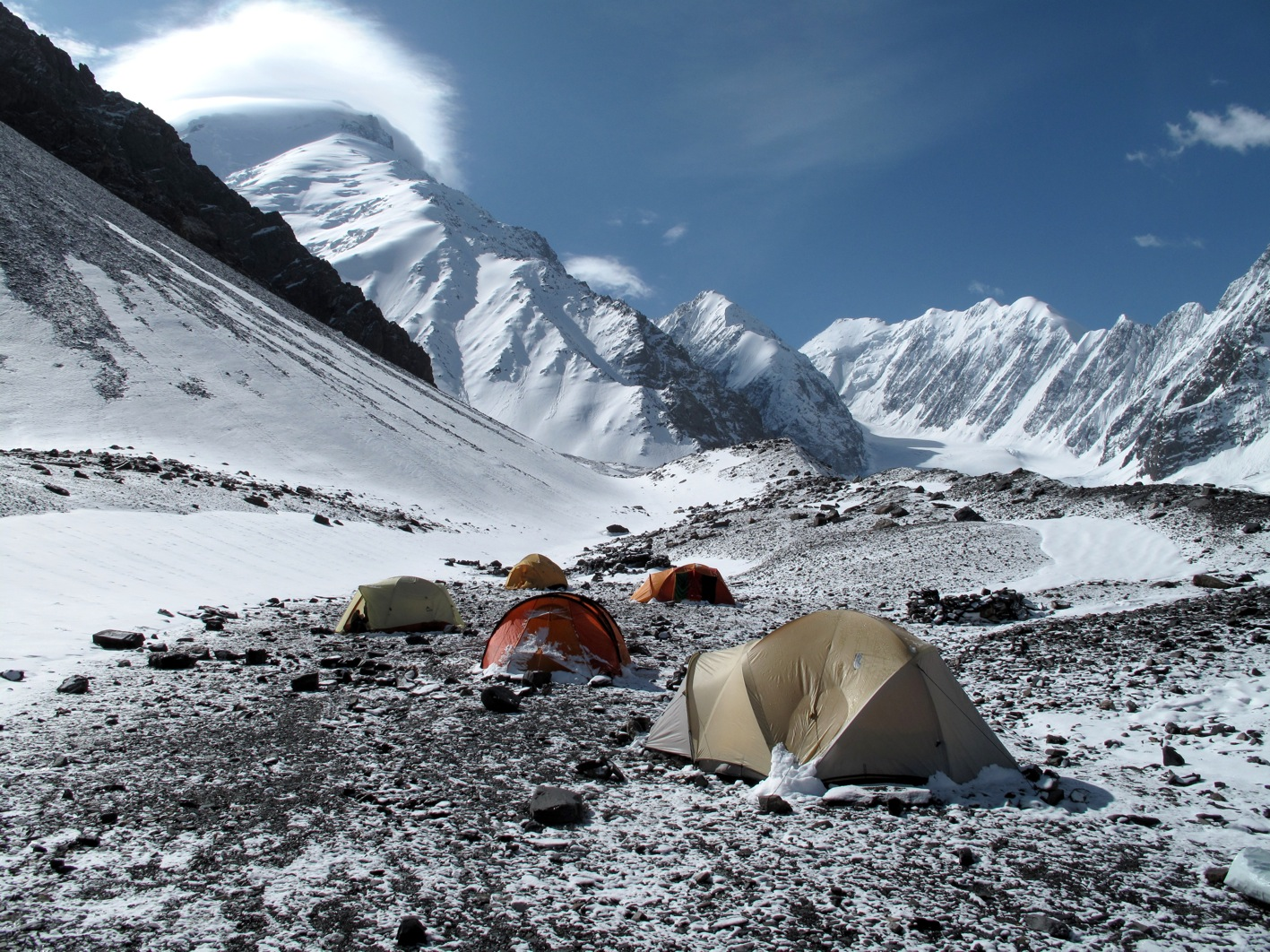
Masyw Noszaka (7492 m) w Hindukuszu widziany w chmurach z obozu bazowego. Piramida Aspe Syah (6350 m) jest w środku fotografii

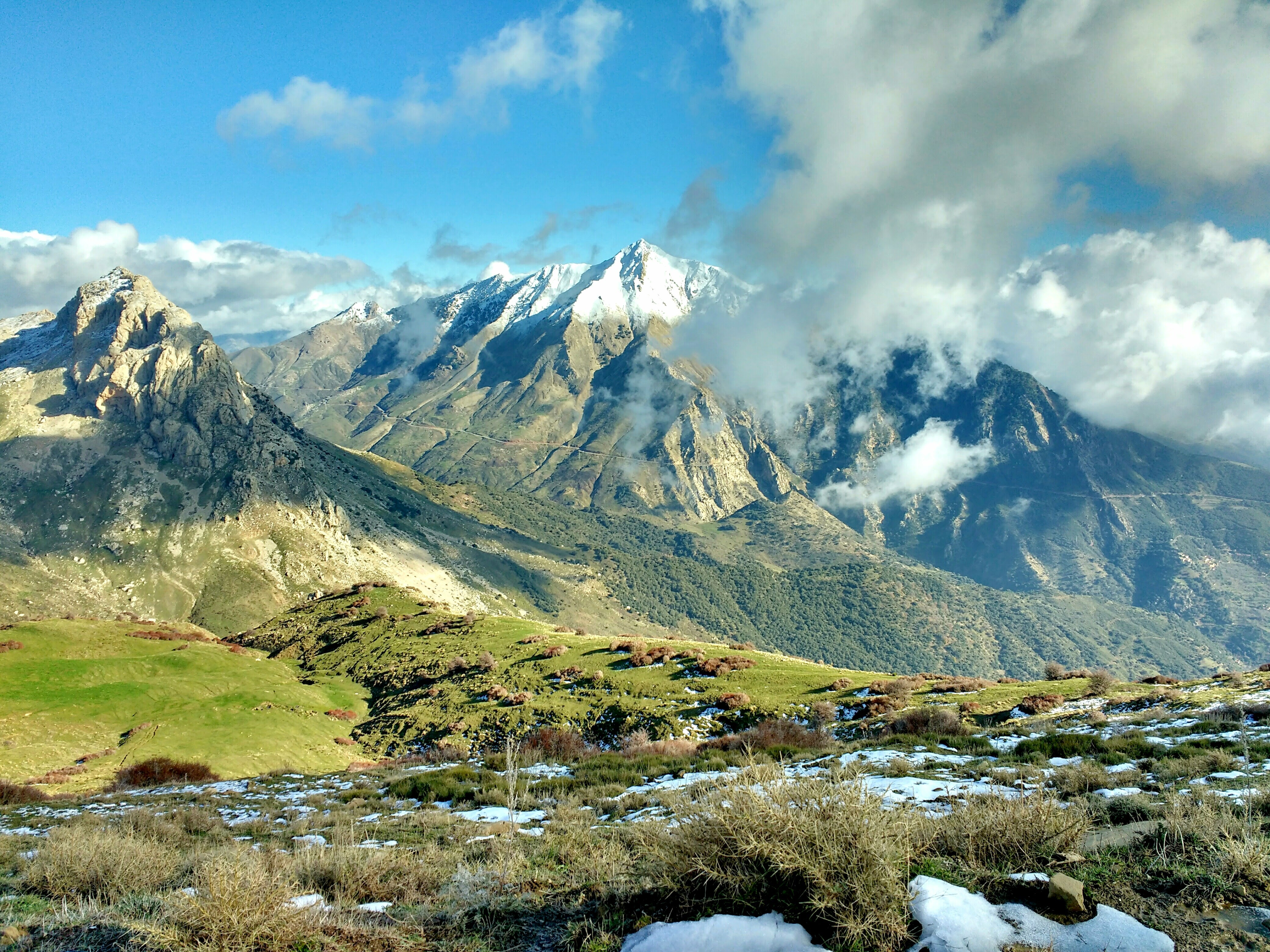
Panorama gór Djurjura w Algierii

Jest członkiem i uczestnikiem wypraw jaskiniowych Sekcji Grotołazów Wrocław od 1962. Był członkiem zwyczajnym wrocławskiego Klubu Wysokogórskiego.
W 1968 wziął udział w wyprawie do jaskiń Kaukazu Zachodniego. Zdobył wtedy szczyt Elbrusa (5642 m).
Na przełomie grudnia 1968 i stycznia 1969 uczestniczył w wyprawie kierowanej przez Bernarda Uchmańskiego na dno Jaskini Śnieżnej. Wyprawa dokonała wspinaczkowego wyjścia od Syfonu Dominiki do otworu Jaskini Śnieżnej. Był to ówczesny rekord świata (640 m pomiędzy dnem a otworem wejściowym jaskini) we wspinaczce jaskiniowej bez korzystania z lin i drabinek. Członkami wyprawy byli także Roman Galar, Jerzy Masełko, Andrzej Ostromęcki, Norbert Pospieszny i Marek Trzeciakowski. Wszyscy zostali odznaczeni Medalem za Wybitne Osiągnięcia Sportowe. 
W lipcu 1969 razem z Janem Juszkiewiczem i Antonim Sidorowiczem przeszedł główną grań Tatr Wysokich.
W 1970 uczestniczył w wyprawie wrocławskiej Sekcji Grotołazów do Jaskini Nazarowskiej w zachodniej części Kaukazu, która w tym czasie była najgłębszą jaskinią ZSSR. Wyprawa osiągnęła poziom około -500 m w warunkach zalewania jaskini przez wodę. Wyprawa miała także aspekt badawczy, jej kierownikiem naukowym był Marian Pulina.
W 1971 wziął udział w wyprawie w Hindukusz. Razem z Kazimierzem Głazkiem zdobył szczyty Aspe Syah (6350 m) i Sakhe Kalan (5880 m). Aspe Syah („Czarny Koń”) wznosi się na bocznej grani Noszaka (7492 m). Wejście na Aspe Syah zostało określone jako „wyróżniające się największym nagromadzeniem trudności z wszystkich wielkich dróg przebytych przez Polaków w Hindukuszu Wysokim”.
W 1972 uczestniczył w wyprawie do jaskini Anou Boussouli w rejonie Atlasu Telskiego, w masywie Djurdjura, w Algierii. Jaskinia ta była wtedy najgłębszą jaskinią Afryki (-505 m). Wyprawa dokonała przejścia do dna, co było trzecim przejściem tej jaskini.
Uprawiał narciarstwo zjazdowe.